# Passo Rolle
Le passo Rolle (Rollepass en allemand) est un col alpin de la province autonome de Trente situé à 1 980 m d'altitude, qui relie les vallées de Primiero et de Fiemme.

## Géographie

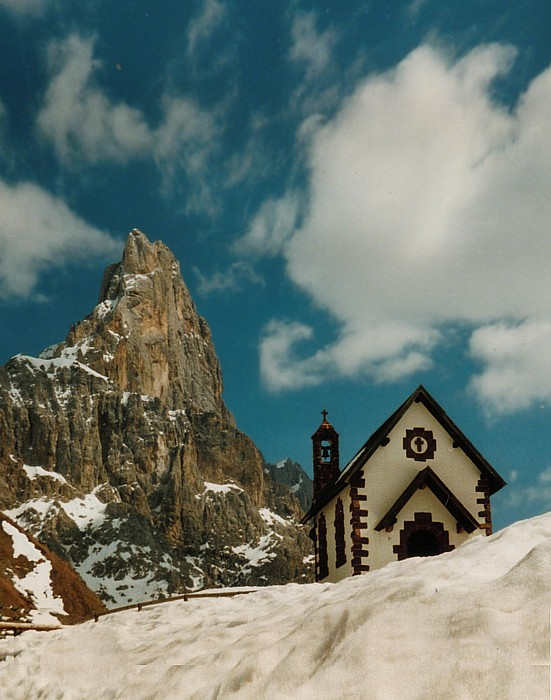
Le Cimon della Pala et l'église du passo Rolle.

Le col est situé dans la municipalité de Primiero San Martino di Castrozza, sur la route nationale 50, et relie San Martino di Castrozza (commune de Primiero San Martino di Castrozza) à Bellamonte, un hameau de Predazzo. Le col constitue la ligne de partage des eaux entre la valle del Cismon et la valle del Travignolo.
Le col est dominé par les Dolomites et plus précisément par le chaînon des Pale, en particulier par le Cimon della Pala (3 186 m) et la Cima di Vezzana (3 192 m). Du col, point de départ des ascensions sur le Pale et le Lagorai, il est possible de rejoindre les lacs de Colbricòn, lieux de peuplement de chasseurs au Néolithique, et le val Venegia, l'un des espaces naturels du Trentin, faisant partie du parc naturel de Paneveggio - Pale di San Martino. Il existe également de nombreuses tranchées et tunnels datant de la Première Guerre mondiale, en particulier au sommet de la Cima Cavallazza et sur le monte Colbricòn.
Au col, il y a de nombreuses remontées mécaniques et des pistes de ski appartenant au domaine skiable Dolomiti Superski. Pendant la saison estivale, les pâturages de la région sont utilisés pour le bétail et deux huttes sont situées près du col.
La station météorologique de passo Rolle, officiellement reconnue par l'Organisation météorologique mondiale, est active depuis 1949 pour l'analyse climatique du territoire et l'assistance à la navigation aérienne.

## Garde des finances

Armoiries de la Garde des finances.

Traditionnellement, le col est lié à la présence de la Garde des finances, qui a inclus le profil incomparable du Cimon della Pala dans ses armoiries. Le col abrite deux casernes de la Garde des finances, qui abritent également la SAGF, Alpine Rescue Guardia di Finanza. Pendant de nombreuses années, la formation en montagne (été et hiver) a été organisée au col par les étudiants de l'école alpine de Predazzo della Guardia di Finanza. De plus, sur les mêmes pentes, en février, des courses sont organisées, qui attirent les membres de la Garde des finances (qui concourent divisés par régions) de toute l'Italie.
Une formation est dispensée aux équipages d'hélicoptères du service aérien de la Garde des finances pour la survie dans les montagnes avec des cours de 5 jours, où la survie est simulée aux côtés d'un avion écrasé dans un environnement montagneux dans des conditions météorologiques extrêmes.

## Cyclisme
Le passo Rolle est très populaire auprès des cyclistes pour les paysages pittoresques qu'il offre, ainsi que pour la faible difficulté des voies d'accès des deux côtés : 
- de Fiera di Primiero en passant par San Martino di Castrozza, la montée est très régulière, d'une longueur de 21 km avec une pente moyenne de 5,8 % et un maximum de 11 % ;
- de Predazzo avec une pente moyenne de 4,6 % et un maximum de 9 % pour une longueur totale de 20 km.

En descendant du passo Rolle vers Predazzo, il est possible de rejoindre le col Valles situé à proximité en tournant à droite après 6,5 km et en continuant sur 8 km.
Le col est l'un des cols historiques des Dolomites, gravi à plusieurs reprises par le Giro d'Italia. Il a été inclus pour la première fois dans l'édition de 1937. En 1962, la 14e étape partait de Belluno et aurait dû se terminer à Moena, mais le sens de la course a mis fin prématurément à la section du passo Rolle à cause de la neige. Dans l'édition 1978, le col a été inséré au dernier moment dans le parcours de la 15e étape (Trévise à Canazei) avec le col Valles et le col de San Pellegrino, après que la neige ait rendu le col de Falzarego et le col Pordoi impraticables.
Voici les différentes ascensions du passo Rolle lors du Giro d'Italia :
| Année | Étape                                         | Premier au col               | Ascension depuis         |
| ----- | --------------------------------------------- | ---------------------------- | ------------------------ |
| 1937  | 16e : Vittorio Veneto > Mérano                | Gino Bartali                 | San Martino di Castrozza |
| 1938  | 15e : Belluno > Recoaro Terme                 | Bernardo Rogora              | San Martino di Castrozza |
| 1939  | 15e : Cortina d'Ampezzo > Trente              | Gino Bartali                 | San Martino di Castrozza |
| 1946  | 15e : Bassano del Grappa > Trente             | Gino Bartali                 | San Martino di Castrozza |
| 1949  | 11e : Bassano del Grappa > Bolzano            | Gino Bartali                 | San Martino di Castrozza |
| 1950  | 9e : Vicence > Bolzano                        | Jean Robic                   | San Martino di Castrozza |
| 1954  | 20e : San Martino di Castrozza > Bolzano      | Giancarlo Astrua             | San Martino di Castrozza |
| 1955  | 19e : Cortina d'Ampezzo > Trente              | Gastone Nencini              | Predazzo                 |
| 1956  | 21e : Merano > Monte Bondone                  | Charly Gaul                  | Predazzo                 |
| 1957  | 19e : Trente > Levico Terme                   | Gastone Nencini              | Predazzo                 |
| 1959  | 15e : Trente > Bolzano                        | Charly Gaul                  | San Martino di Castrozza |
| 1962  | 14e : Belluno > Passo Rolle                   | Vincenzo Meco                | San Martino di Castrozza |
| 1963  | 19e : Belluno > Moena                         | Vito Taccone                 | San Martino di Castrozza |
| 1964  | 8e : Lavarone > Pedavena                      | Vito Taccone                 | Predazzo                 |
| 1967  | 20e : Cortina d'Ampezzo > Trente              | Aurelio González Puente      | Predazzo                 |
| 1974  | 21e : Auronzo di Cadore > Bassano del Grappa  | Santiago Lazcano             | Passo Valles             |
| 1977  | 17e : Conegliano > Cortina d'Ampezzo          | Faustino Fernández Ovies     | San Martino di Castrozza |
| 1978  | 15e : Treviso > Canazei                       | Ueli Sutter                  | San Martino di Castrozza |
| 1986  | 21e : Bassano del Grappa > Bolzano            | Pedro Muñoz Machín Rodríguez | San Martino di Castrozza |
| 1991  | 18e : Pozza di Fassa > Castelfranco Veneto    | Nélson Rodríguez             | Predazzo                 |
| 2001  | 13e : Montebelluna > col Pordoi               | Freddy González              | San Martino di Castrozza |
| 2003  | 14e : Marostica > Alpe di Pampeago            | Freddy González              | San Martino di Castrozza |
| 2009  | 5e : San Martino di Castrozza > Alpe de Siusi | Carlos José Ochoa            | San Martino di Castrozza |
| 2019  | 20e : Feltre > Croce d'Aune                   | Giulio Ciccone               | Predazzo                 |
| 2024  | 17e : Selva di Val Gardena > Passo Brocon     | Giulio Pellizzari            | Predazzo                 |

Il a également été grimpé au départ de la 2e étape du Tour des Alpes 2022, par Fiera di Primerio, classé en deuxième catégorie.

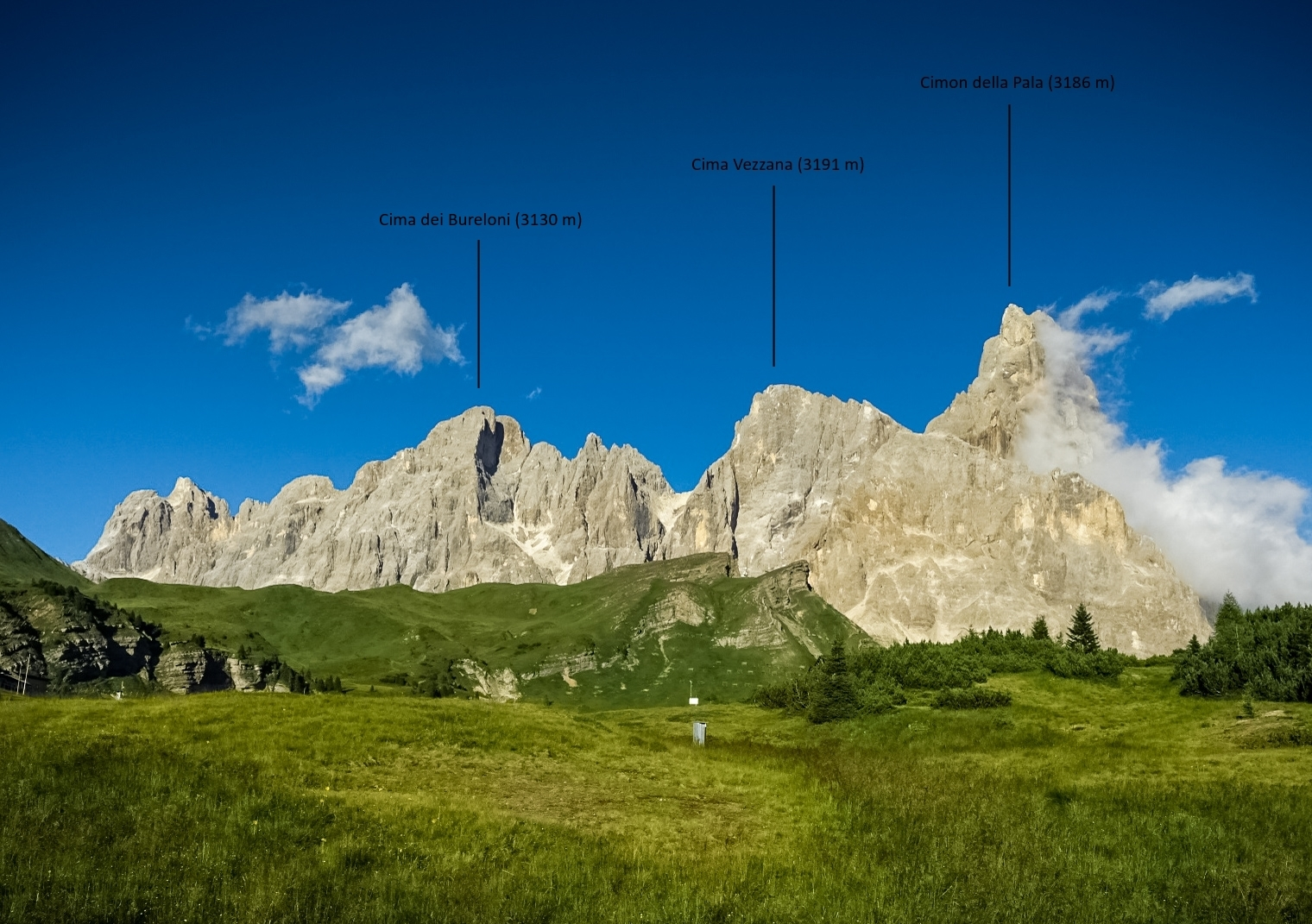
Chaînon des Pale vu depuis le passo Rolle.
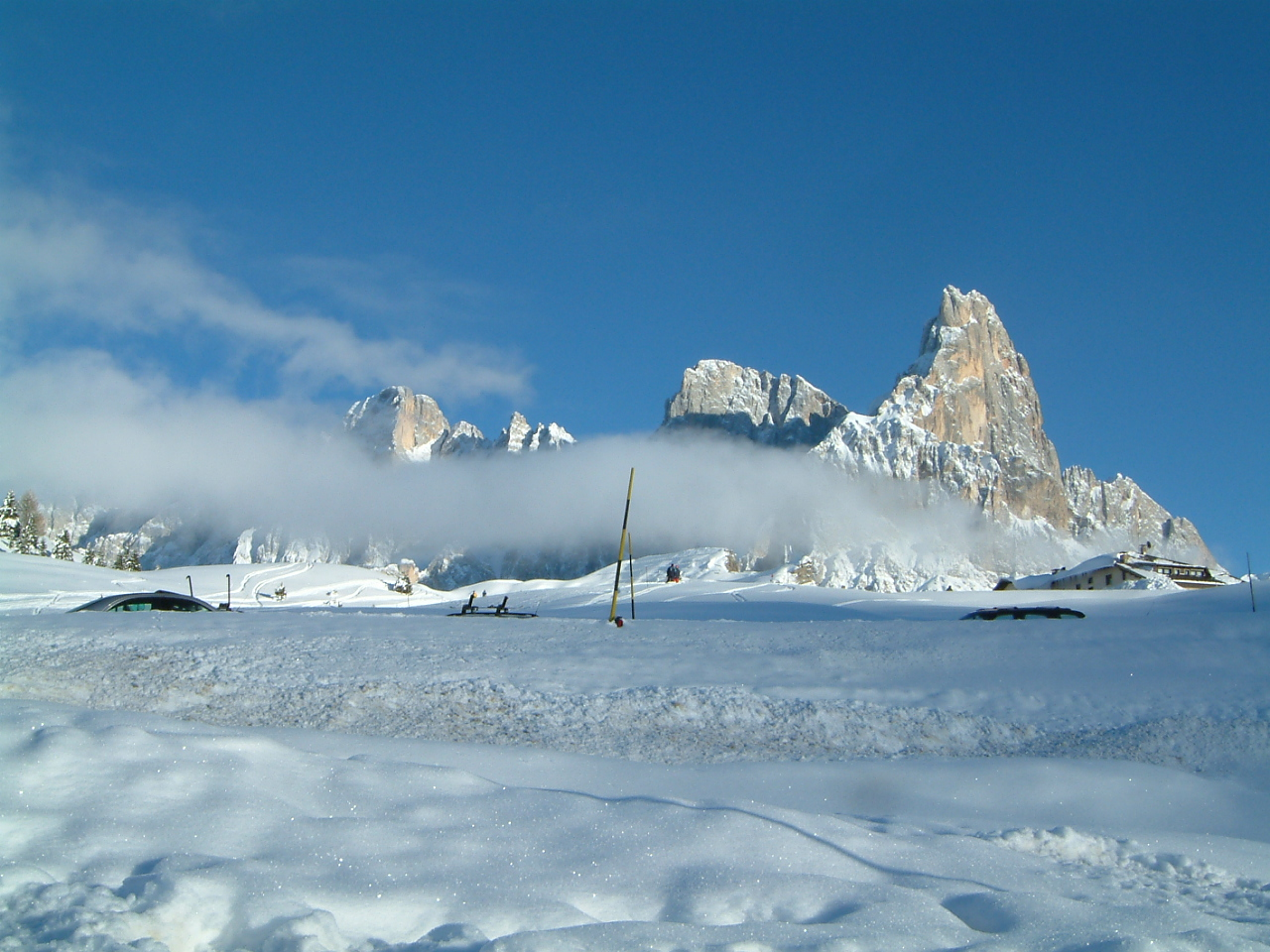
Panorama hivernal depuis le passo Rolle.
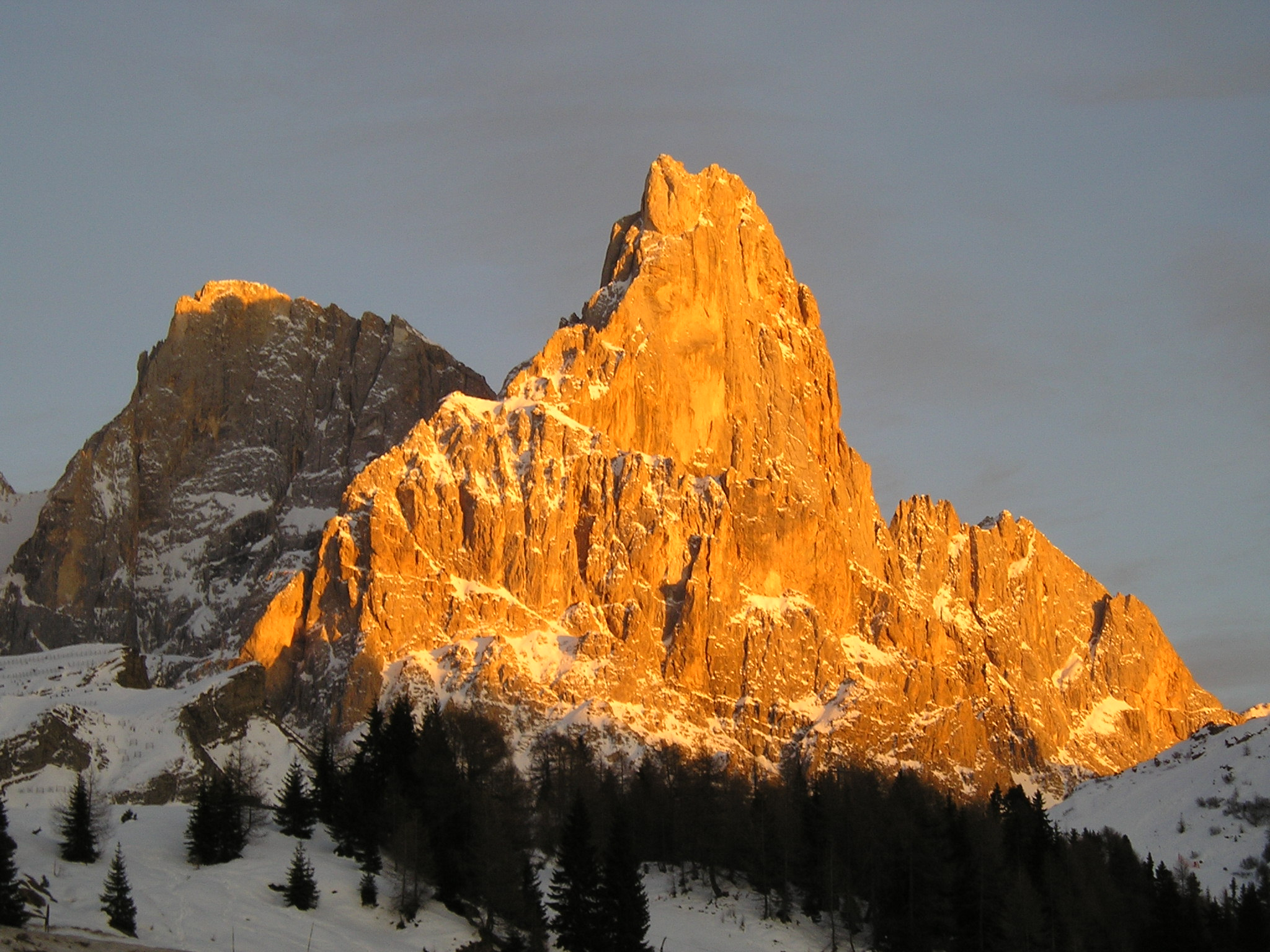
Alpenglow sur le Cimon della Pala.
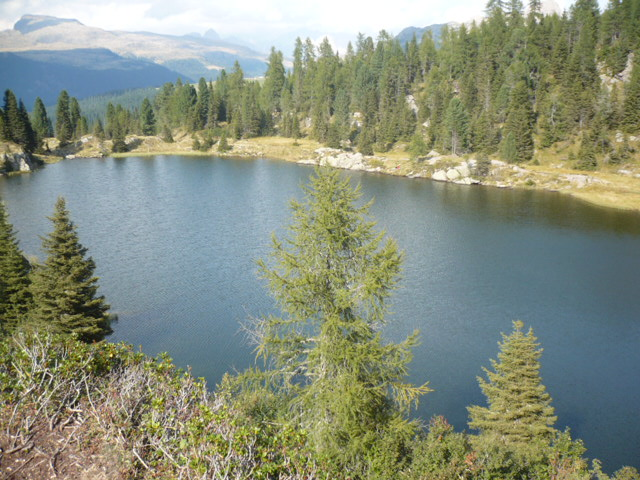
Le plus bas des deux lacs de Colbricon, à deux kilomètres du passo Rolle.
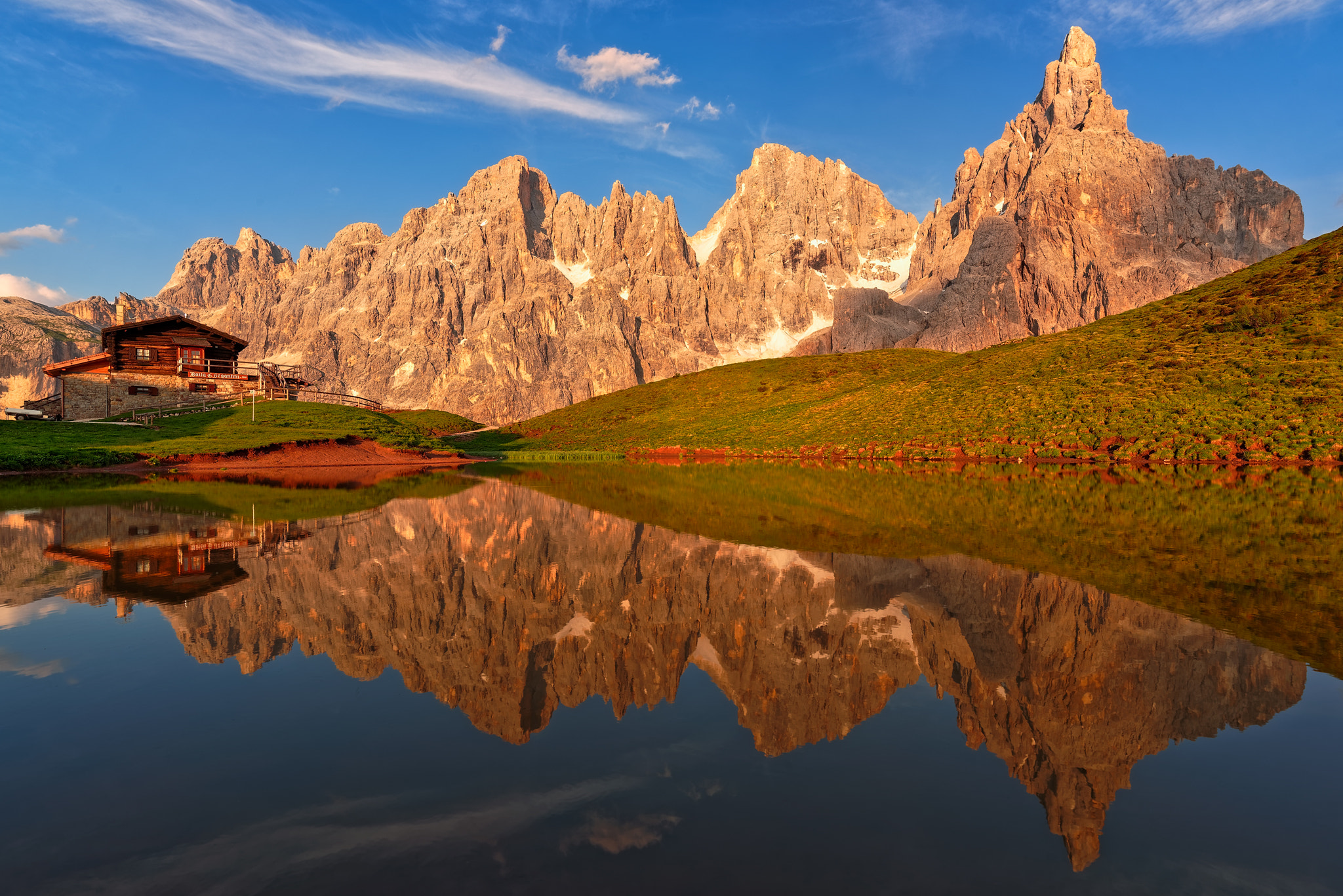
Baita Segantini.